# Pedro DeBrito
Pedro DeBrito (Ribeira Brava, 25 maggio 1959 – Miami, 5 luglio 2014) è stato un calciatore statunitense, nato nelle Capo Verde quando queste erano colonia portoghese.

## Biografia
Nato a Capo Verde, all'età di nove anni si trasferisce in Portogallo con la famiglia. A quindici si trasferisce con la famiglia negli Stati Uniti d'America, prendendone poi la nazionalità.
Muore il 5 luglio 2014 all'età di 55 anni a seguito delle ferite riportate in un incidente automobistico accadutogli due giorni prima.
Suo fratello minore John era anch'egli calciatore.

## Carriera

### Club
Dopo aver giocato nella rappresentativa dell'università del Connecticut, viene ingaggiato nella stagione 1982 dai Tampa Bay Rowdies. Con i Rowdies ottenne il terzo posto della Southern Division. Nella stessa stagione ottiene il titolo individuale di miglior esordiente stagionale.
Nella stagione seguente passa in forza al Team America, con cui chiuderà l'anno al quarto ed ultimo posto della Southern Division.
Dopo aver disputato il campionato indoor con i Rowdies passa nella stagione 1984, ultimo campionato NASL disputato, ai New York Cosmos che giunsero terzi nella Eastern Division.
Fallita la NASL De Brito militò in varie squadre statunitensi impegnate nei campionati indoor.

### Nazionale
DeBrito indossò la maglia degli USA nell'amichevole contro Haiti nell'aprile 1983.

## Statistiche

### Cronologia presenze e reti in nazionale
| Cronologia completa delle presenze e delle reti in nazionale ― Stati Uniti | Cronologia completa delle presenze e delle reti in nazionale ― Stati Uniti | Cronologia completa delle presenze e delle reti in nazionale ― Stati Uniti | Cronologia completa delle presenze e delle reti in nazionale ― Stati Uniti | Cronologia completa delle presenze e delle reti in nazionale ― Stati Uniti | Cronologia completa delle presenze e delle reti in nazionale ― Stati Uniti | Cronologia completa delle presenze e delle reti in nazionale ― Stati Uniti | Cronologia completa delle presenze e delle reti in nazionale ― Stati Uniti |
| Data                                                                       | Città                                                                      | In casa                                                                    | Risultato                                                                  | Ospiti                                                                     | Competizione                                                               | Reti                                                                       | Note                                                                       |
| -------------------------------------------------------------------------- | -------------------------------------------------------------------------- | -------------------------------------------------------------------------- | -------------------------------------------------------------------------- | -------------------------------------------------------------------------- | -------------------------------------------------------------------------- | -------------------------------------------------------------------------- | -------------------------------------------------------------------------- |
| 8-4-1983                                                                   | Port-au-Prince                                                             | Haiti                                                                      | 0 – 2                                                                      | Stati Uniti                                                                | Amichevole                                                                 | -                                                                          |                                                                            |
| Totale                                                                     |                                                                            | Presenze                                                                   | 1                                                                          |                                                                            | Reti                                                                       | 0                                                                          |                                                                            |

## Palmarès

### Individuale
- NASL Rookie of the Year: 1

1982